# Dompremy
Dompremy település Franciaországban, Marne megyében. Lakosainak száma 116 fő (2022. január 1.). Dompremy Ponthion, Blesme, Brusson, Favresse és Haussignémont községekkel határos.

## Népesség
A település népességének változása:
| Lakosok száma | 76   | 54   | 77   | 96   | 146  | 154  | 146  | 127  | 123  | 116  |
|               | 1968 | 1982 | 1990 | 2006 | 2013 | 2015 | 2017 | 2019 | 2020 | 2022 |